# Tesker
Tesker (auch: Tasker, Taskeur) ist eine Landgemeinde und der Hauptort des gleichnamigen Departements Tesker in Niger.

## Geographie

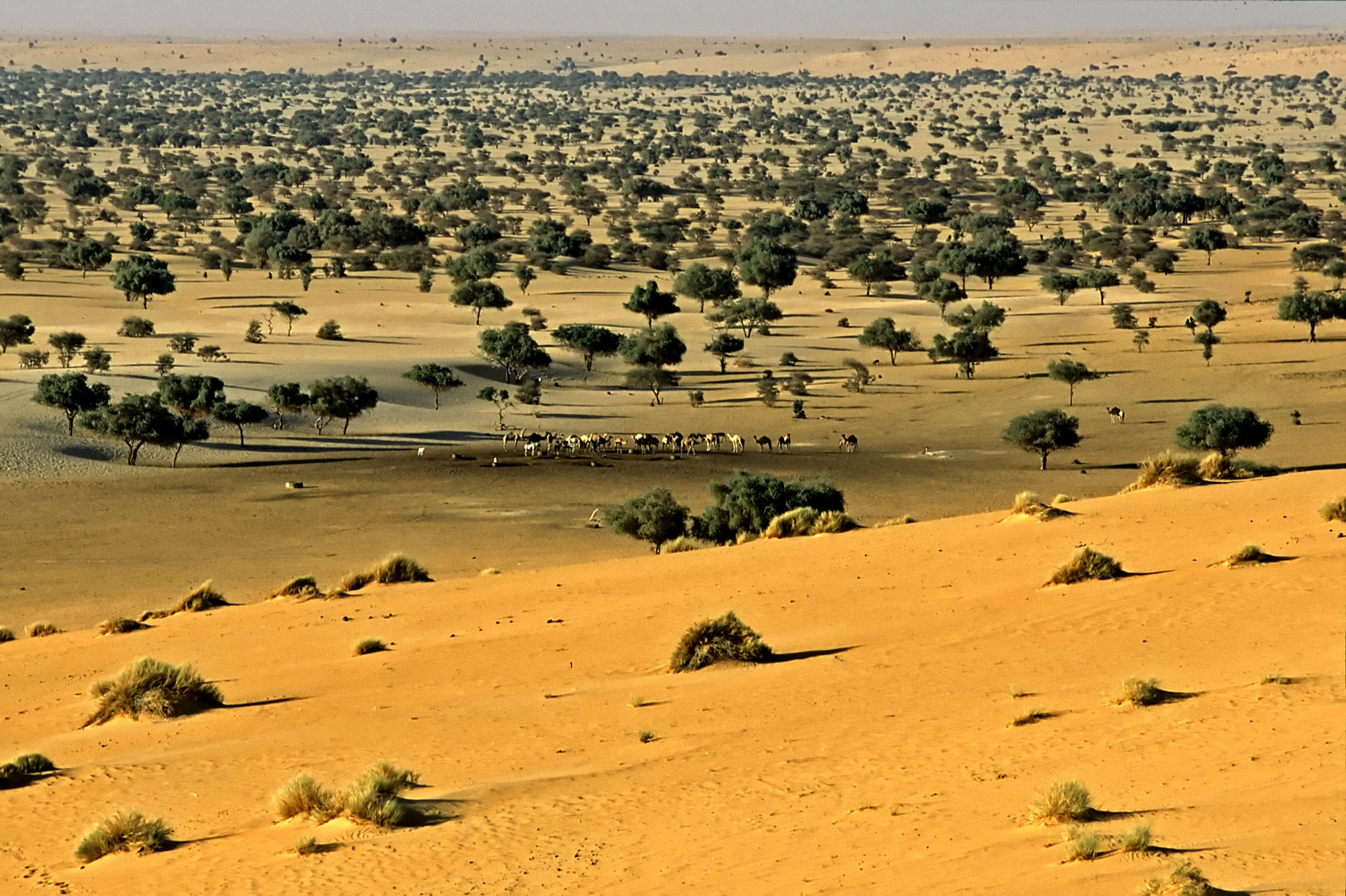
Landschaft beim Termit-Massiv im Gemeindegebiet von Tesker (2001)

Das dünn besiedelte Tesker erstreckt sich über ein weites Gebiet und hat Anteil an zwei Großlandschaften: an der Sahelzone im Süden und an der Wüste Sahara im Norden. Im Nordosten des Gemeindegebiets erhebt sich das bis zu 710 m hohe Termit-Massiv. Östlich davon erstreckt sich die Sandwüste Tin-Toumma. Die Nachbargemeinden Teskers sind Fachi und Tabelot im Norden, N’Gourti im Osten, Alakoss, Kellé und N’Guelbély im Süden sowie Tenhya im Westen.
Bei den Siedlungen im Gemeindegebiet handelt es sich um 61 Dörfer, 12 Weiler, 31 Lager und 144 Wasserstellen. Davon werden 16 Siedlungen von der Nachbargemeinde N’Gourti beansprucht. Umgekehrt erhebt Tesker Anspruch auf 14 weitere Siedlungen in N’Gourti. Der Hauptort der Landgemeinde Tesker ist das Dorf Tesker.
Beim Naturreservat Termit und Tin-Toumma, das unter anderem den Norden der Gemeinde umfasst, handelt es sich um eines der größten Naturschutzgebiete auf der Landfläche der Erde. Die Jagdzone von Tesker ist eines der von der staatlichen Generaldirektion für Umwelt, Wasser und Forstwirtschaft festgelegten offiziellen Jagdreviere Nigers.

## Geschichte

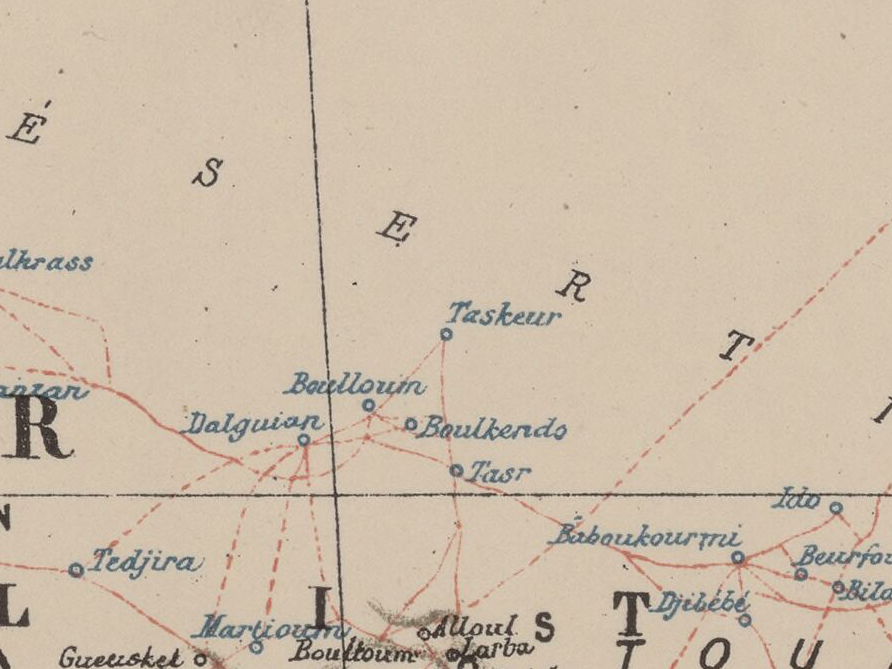
Ausschnitt einer Karte von 1903 mit Tesker (Taskeur) im Zentrum

Im Landstrich Gossolorom gibt es archäologische Fundplätze aus der Jungsteinzeit.
Die 640 Kilometer lange Piste zwischen Bilma und Djadjidouna, die durch den Ort Tesker führte, galt in den 1920er Jahren als einer der Hauptverkehrswege in der damaligen französischen Kolonie Niger. In Tesker wurde 1978 ein Verwaltungsposten (poste administratif) eingerichtet, eine von einem chef de poste administratif geleitete untere Verwaltungseinheit. Die Landgemeinde Tesker entstand als Verwaltungseinheit 2002 im Zuge einer landesweiten Verwaltungsreform in einem zuvor gemeindefreien Gebiet. Der Verwaltungsposten wurde 2011 aus dem Departement Gouré herausgelöst und zum Departement Tesker erhoben.

## Bevölkerung

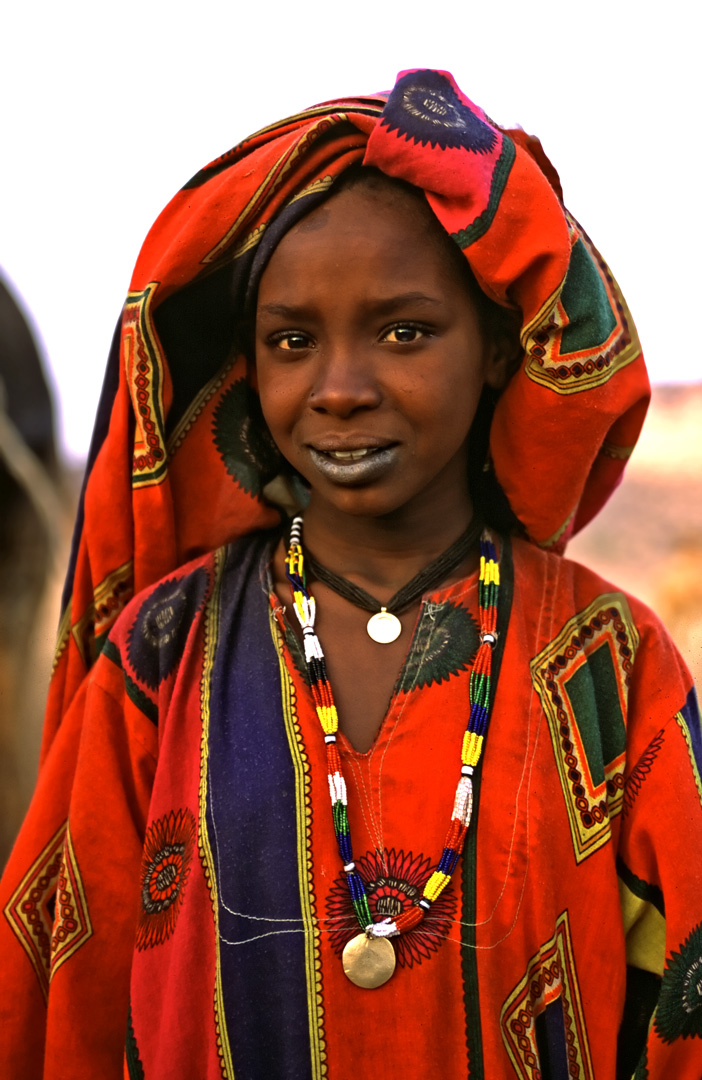
Eine junge Frau im Termit-Massiv in Tesker (2001)

Bei der Volkszählung 2012 hatte die Landgemeinde 37.132 Einwohner, die in 6721 Haushalten lebten. Bei der Volkszählung 2001 betrug die Einwohnerzahl 24.703 in 4765 Haushalten.
Im Hauptort lebten bei der Volkszählung 2012 1173 Einwohner in 171 Haushalten, bei der Volkszählung 2001 825 in 158 Haushalten und bei der Volkszählung 1988 950 in 196 Haushalten.
In Tesker leben Tubu, die im Süden der Landgemeinde Agropastoralismus und in deren Zentrum und Norden Fernweidewirtschaft betreiben. Auf Fernweidewirtschaft spezialisiert sind außerdem die Araber, die im Norden der Landgemeinde leben, sowie die Angehörigen der Tuareg-Untergruppe Kanimatane und der Fulbe-Untergruppen Bororo’en, Dabanko’en, Oudah’en, Tountoumankej und Wodaabe.

## Politik
Der Gemeinderat (conseil municipal) hat 13 gewählte Mitglieder. Mit den Kommunalwahlen 2020 sind die Sitze im Gemeinderat wie folgt verteilt: 11 PNDS-Tarayya, 1 PJP-Génération Doubara und 1 RDR-Tchanji.
Jeweils ein traditioneller Ortsvorsteher (chef traditionnel) steht an der Spitze von 36 Dörfern in der Gemeinde, darunter dem Hauptort.

## Wirtschaft und Infrastruktur
Im Hauptort Tesker befinden sich ein Militärposten sowie ein bedeutender Viehmarkt. Die klimatologische Messstation im Hauptort wurde 1980 in Betrieb genommen.
Gesundheitszentren des Typs Centre de Santé Intégré (CSI) sind im Hauptort sowie in den Siedlungen Dourwanga, Tidjira und Yougoum vorhanden. Das Gesundheitszentrum im Hauptort verfügt über ein eigenes Labor und eine Entbindungsstation. Der CEG Tesker ist eine allgemein bildende Schule der Sekundarstufe des Typs Collège d’Enseignement Général (CEG). Beim Collège d’Enseignement Technique de Tesker (CET Tesker) handelt es sich um eine technische Fachschule und beim Centre de Formation aux Métiers de Tesker (CFM Tesker) um ein Berufsausbildungszentrum.
Die 125 Kilometer lange Route 731, eine einfache Piste, führt vom Hauptort nach Kellé.

## Persönlichkeiten

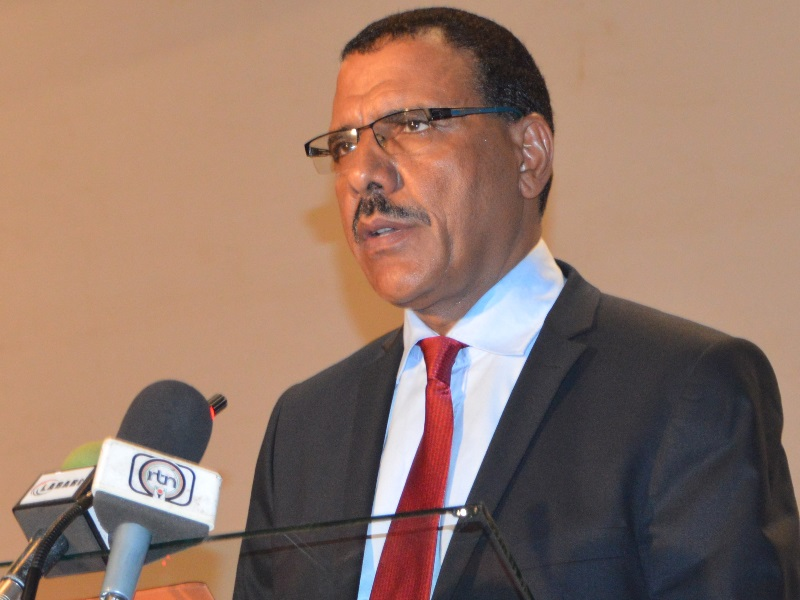
Mohamed Bazoum (2016)

- Malam Maman Barka (1959–2018), Musiker
- Mohamed Bazoum (* 1960), Politiker, Staatspräsident und Abgeordneter für den Sonderwahlkreis Tesker in der Nationalversammlung
- Mohamed Ben Omar (1965–2020), Politiker